# Gustavo Rondón
Gustavo Bernardo Rondón Fudinaga (Arequipa, 11 de marzo de 1958) es un médico cirujano y político peruano. Fue congresista de la república por la región Arequipa durante el periodo 2011-2016.

## Biografía
Gustavo Rondón nació el día 11 de marzo del año 1958 en Arequipa, región ubicada en el norte del Perú.
En el año 1987, se graduó como médico cirujano en la Universidad Nacional de San Agustín de Arequipa. Luego realizó estudios de postgrado en la misma universidad y en gerencia de servicios de salud en la Universidad Nacional Mayor de San Marcos en Lima. 
Ha ocupado cargos en el sistema público de salud, siendo director general de la dirección general de Salud de Arequipa (1994-1999) y director de atención integral de Salud de la gerencia regional de Salud de Arequipa (1992-2011). Fue también presidente de Aprociencia y asesor de la Mesa de Concertación.
Como político incursionó en las filas del fujimorismo y su primera participación en la política fue en las elecciones municipales del año 1998 como candidato a la alcaldía de la provincia de Arequipa por Vamos Vecino, movimiento político ligado al gobierno de Alberto Fujimori para captar las alcaldías municipales en todo el Perú. Finalmente, Rondón quedó en el segundo lugar tras ser vencido por Juan Manuel Guillén.
Participó nuevamente en las elecciones municipales del año 2002 y en las elecciones del año 2006, ambas ocasiones sin éxito. Postuló también al Congreso de la República por Alianza por el Futuro en 2006 y a la presidencia del Gobierno Regional de Arequipa en 2010.
En las elecciones generales del año 2011, Gustavo Rondón fue invitado por Luis Castañeda Lossio, candidato presidencial y líder del partido Solidaridad Nacional, para postular al Congreso de la República dentro de la Alianza Solidaridad Nacional. Rondón logró tener éxito y fue juramentado como congresista de la república por la región Arequipa para el periodo parlamentario 2011-2016, con 58,984 votos.
Como congresista, Rondón fue elegido por la Junta de Portavoces como presidente de la Comisión de Fiscalización y Contraloría para el periodo legislativo 2012-2013. En su gestión tuvo a cargo las investigaciones contra el expresidente Alejandro Toledo. Fue también vocero de la bancada de Solidaridad Nacional.
En las elecciones del año 2016, Rondón decidió ir a la reelección como congresista y también aceptó formar parte de la plancha presidencial de Solidaridad Nacional encabezada por Hernando Guerra-García, candidato presidencial del partido. Sin embargo, el partido terminó por declinar la candidatura de Guerra García y las listas congresales, por la cual Rondón no participó y terminó renunciando a Solidaridad Nacional en 2017.
En el año 2020, durante la pandemia de COVID-19 en el Perú, Gustavo Rondón fue designado por el gobernador Élmer Cáceres Llica como jefe del comando COVID-19 en la región Arequipa. Sin embargo en septiembre de ese mismo año, Rondón anunció su renuncia al cargo por motivos personales.
En las elecciones regionales del 2022, Gustavo Rondón postuló nuevamente a la presidencia del Gobierno Regional de Arequipa, la cual fue declarada improcedente.
Actualmente está afiliado al partido Alianza para el Progreso desde el año 2024.